# Nikolaos Iōannidīs
Nikolaos Iōannidīs (Νικόλαος Ιωαννίδης; Remscheid, 26 aprile 1994) è un calciatore greco, nato in Germania, attaccante svincolato.

## Caratteristiche tecniche
Attaccante, può giocare come esterno d'attacco su entrambe le fasce o come trequartista.

## Carriera

### Club
Prodotto delle giovanili dell'Olympiakos, i greci lo cedono in prestito all'Hansa Rostock nella stagione 2013-2014. In Germania firma 6 gol in 30 giornate di terza divisione tedesca, rientrando in Grecia a fine stagione. Il 10 luglio 2014 è ceduto nuovamente in prestito, questa volta in Olanda, dove ha l'opportunità di giocare in Eredivisie: esordisce in campionato l'8 agosto seguente, giocando una mezz'ora da trequartista contro l'Utrecht (2-0). Il 15 gennaio 2015, scaduto il prestito in Olanda, l'Olympiakos cede Ioannidis ai tedeschi del Borussia Dortmund, dove il greco firma un contratto fino a giugno 2016 e viene aggregato alla squadra giovanile, disputando i campionati di terza e quarta serie tedesca. Tuttavia, nel gennaio 2016, interrompe anzitempo il suo legame con il Borussia Dortmund e si trasferisce, a titolo definitivo, all'Asteras Tripolis.

### Nazionale
Ha giocato nelle nazionali giovanili greche Under-17, Under-18, Under-19 ed Under-21.

## Palmarès

### Club

#### Competizioni nazionali
- Supercoppa dei Paesi Bassi: 1

PEC Zwolle: 2014